# Gertrud Theiner-Haffner
Gertrud Theiner-Haffner (Pseudonym Gabriel d'Esquilino; * 9. Oktober 1912 in Hall in Tirol als Gertrud Haffner; † 7. Mai 1989 ebenda) war eine österreichische Schriftstellerin.

## Leben
Gertrud Haffner wurde als achtes Kind des Semitologen August Haffner und seiner Frau Lydia, geb. Hepperger, 1912 in Hall geboren. Sie erhielt zunächst Privatunterricht und besuchte von 1920 bis 1925 das Sacré Coeur Riedenburg in Bregenz und von 1925 bis 1932 das städtische Mädchenrealgymnasium in Innsbruck. Nach der Matura studierte sie Geschichte und Musikgeschichte an der Universität Innsbruck und wurde 1937 mit der Dissertation Die Stellung des P. Wilhelm Lamormaini zu den religiösen und politischen Fragen seiner Zeit zur Dr. phil. promoviert. 
Bis 1938 war sie Sekretärin des Tiroler Mädchenverbandes, von 1939 bis 1942 war sie in der Kanzlei der Apostolischen Administratur Innsbruck-Feldkirch als Führerin der weiblichen Jugend der Diözese tätig. Dabei wandte sie sich gegen die Propaganda und die Schulungen der Hitlerjugend und des Bundes Deutscher Mädel, weshalb sie von der Gestapo verfolgt und von Ende Oktober bis Mitte November 1940 inhaftiert wurde. Sie war mit dem Haller Widerstandskämpfer Walter Krajnc befreundet, der 1944 in Frankreich hingerichtet wurde. Aus gesundheitlichen Gründen musste sie 1942 ihre Arbeit aufgeben. Bis 1944 studierte sie ohne Abschluss Medizin an der Universität Innsbruck. Ende 1944 heiratete sie den Stabsarzt Gebhard Theiner, der 1946 im Kriegsgefangenenlager Sambor verstarb. 
Nach dem Krieg arbeitete sie als Lektorin bei den Verlagen Tyrolia und Felizian Rauch in Innsbruck. Ab 1964 erhielt sie auf Vermittlung von Felix Braun eine monatliche Unterstützung des Unterrichtsministeriums und war als freie Schriftstellerin tätig. Unter dem Pseudonym Gabriel d'Esquilino (vermutlich eine Anspielung auf den Erzengel Gabriel und den Esquilin) veröffentlichte Gertrud Theiner-Haffner, eine profunde Bibelkennerin, Werke mit religiösen Themen. Das männliche Pseudonym hatte sie auf Verlangen ihres Verlegers gewählt, da nach seiner Meinung niemand glauben würde, „dass eine Frau etwas von Theologie versteht“. In Zeitschriften und Sammelbänden publizierte sie Gedichte. Mehrere Manuskripte und Hymnenzyklen wurden nie veröffentlicht. Theiner-Haffner war Mitglied des Turmbundes, wo sie mehrmals Lesungen abhielt.

## Auszeichnungen
- Preis der Landeshauptstadt Innsbruck für künstlerisches Schaffen, Dramatische Dichtung, 1953[1]
- Preis der Landeshauptstadt Innsbruck für künstlerisches Schaffen, 2. Preis Lyrik, 1955[1]

## Werke
- Sieben Dornen. Ein Lebensbild Maria Waldharts. Tiroler Mädchenverband, Innsbruck 1936
- Passio Mystica Domini Nostri Jesu Christi. Eine dramatische Dichtung. Tyrolia, Innsbruck 1954
- Sie sind uns nahe. Ein Buch von den Armen Seelen. Rauch, Innsbruck 1958
- War denn alles umsonst? Worte in die Zeit. Rauch, Innsbruck 1959
- Um eine Mädchenseele. Erzählung. Rauch, Innsbruck 1959
- Passio Mystica. Theaterstück, Uraufführung 1961
- Die goldene Stimme. Unveröffentlichtes Manuskript